# Greene County (New York)
Greene County ist ein County im Bundesstaat New York der Vereinigten Staaten. Bei der Volkszählung im Jahr 2020 hatte es 47.931 Einwohner und eine Bevölkerungsdichte von 28,6 Einwohner pro Quadratkilometer. Der Verwaltungssitz (County Seat) ist Catskill. Benannt ist es nach Nathanael Greene, einem General des Unabhängigkeitskrieges.

## Geographie
Das Greene County liegt in den Catskill Mountains, einer Mittelgebirgsformation westlich des Hudson Rivers. Die höchsten Berge im County sind der Hunter Mountain mit 1.231 m Höhe und der Windham Mountain mit 945 m. An beiden Bergen sind Skigebiete beheimatet.
Der größte Fluss im County ist der Hudson River, der das County von Nord nach Süd durchströmt und an dessen Ufern die zwei größten Siedlungen sowie mehrere kleinere des Countys liegen. Durch einen Höhenzug vom Hudson getrennt entspringt auf dem Gebiet des Countys der Schoharie Creek, der es von Ost nach West durchfließt, sich bei Lexington nördlich wendet und schließlich in den Mohawk River mündet. Der wichtigste linksseitige Zufluss auf dem Gebiet von Greene County ist der West Kill, rechtsseitig ist es der an den Hängen des Windham Montains entspringende Batavia Kill.
Mehrere State Parks sind auf dem Gebiet der Town ausgewiesen. Der Größte davon ist der Catskill Park, der sich über drei weitere Countys erstreckt.
Das County hat eine Fläche von 1704,3 Quadratkilometern, wovon 28,2 Quadratkilometer Wasserfläche sind.

### Umliegende Gebiete
| Schoharie County              | Albany County | Rensselaer County |
| Delaware County               |               | Columbia County   |
| Delaware County Ulster County | Ulster County | Columbia County   |

## Geschichte

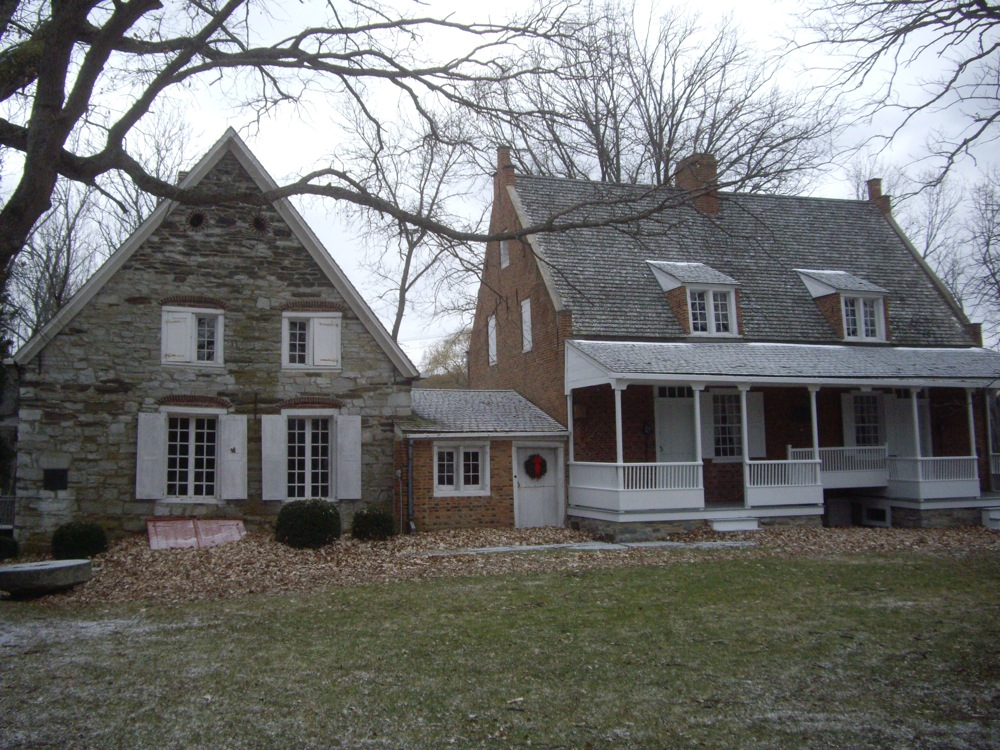
Bronck House (2007)

Zwei Gebäude haben den Status einer National Historic Landmark, das Bronck House und das Thomas Cole House. 94 Bauwerke und Stätten des Countys sind insgesamt im National Register of Historic Places eingetragen (Stand 18. Februar 2018).

### Einwohnerentwicklung
| Jahr      | 1800   | 1810   | 1820   | 1830   | 1840   | 1850   | 1860   | 1870   | 1880   | 1890   |
| --------- | ------ | ------ | ------ | ------ | ------ | ------ | ------ | ------ | ------ | ------ |
| Einwohner | 12.584 | 19.536 | 22.996 | 29.525 | 30.446 | 33.126 | 31.930 | 31.832 | 32.695 | 31.832 |
| Jahr      | 1900   | 1910   | 1920   | 1930   | 1940   | 1950   | 1960   | 1970   | 1980   | 1990   |
| Einwohner | 31.478 | 30.214 | 25.796 | 25.808 | 27.926 | 28.745 | 31.372 | 33.136 | 40.861 | 44.739 |
| Jahr      | 2000   | 2010   | 2020   | 2030   | 2040   | 2050   | 2060   | 2070   | 2080   | 2090   |
| Einwohner | 48.195 | 49.221 | 47.931 |        |        |        |        |        |        |        |

Hinweis: Der Wert von 1810 ist lediglich aus der englischsprachigen Wikipedia ungeprüft übernommen worden, weil die Einwohnerzahlen für 1810 derzeit auf dem Server der Census-Behörde nicht verfügbar sind. (Stand: 11. November 2020)

## Städte und Ortschaften
Zusätzlich zu den unten angeführten selbständigen Gemeinden gibt es im Greene County mehrere villages, darunter den Verwaltungssitz Countys, Catskill.
| Ortschaft     | Status | Einwohner (2010) | Gesamte Fläche [km²] | Landfläche [km²] | Bevölkerungsdichte [Einwohner / km²] | Gründung      | Besonderheit                                                                          |
| ------------- | ------ | ---------------- | -------------------- | ---------------- | ------------------------------------ | ------------- | ------------------------------------------------------------------------------------- |
| Ashland       | town   | 784              | 67,2                 | 67,2             | 11,7                                 | 23. März 1848 |                                                                                       |
| Athens        | town   | 4.089            | 74,8                 | 68,0             | 60,1                                 | 25. Feb. 1815 |                                                                                       |
| Cairo         | town   | 6.670            | 155,6                | 155,0            | 43,0                                 | 26. März 1803 | Gründungsname: Canton; umbenannt am 6. April 1808                                     |
| Catskill      | town   | 11.775           | 166,2                | 156,5            | 75,2                                 | 7. März 1788  |                                                                                       |
| Coxsackie     | town   | 8.918            | 99,5                 | 95,5             | 93,4                                 | 24. März 1772 | Gegründet als District; zur town ernannt am 7. März 1788                              |
| Durham        | town   | 2.725            | 127,8                | 127,7            | 21,3                                 | 24. März 1772 | Gründungsname: Freehold; umbenannt am 28. März 1805                                   |
| Greenville    | town   | 3.739            | 101,2                | 100,5            | 37,2                                 | 26. März 1803 | Gründungsname: Greenfield; umbenannt in Freehold 1808, in Greenville am 17. März 1809 |
| Halcott       | town   | 258              | 59,7                 | 59,7             | 4,3                                  | 19. Nov. 1851 |                                                                                       |
| Hunter        | town   | 2.732            | 234,2                | 234,2            | 11,7                                 | 27. Jan. 1813 | Gründungsname: Greenland; umbenannt am 15. April 1814                                 |
| Jewett        | town   | 953              | 130,9                | 130,3            | 7,3                                  | 14. Nov. 1849 |                                                                                       |
| Lexington     | town   | 805              | 206,5                | 206,4            | 3,9                                  | 27. Jan. 1813 | Gründungsname: New Goshen; umbenannt am 19. März 1813                                 |
| New Baltimore | town   | 3.370            | 111,4                | 107,3            | 31,4                                 | 15. März 1811 |                                                                                       |
| Prattsville   | town   | 700              | 51,1                 | 50,8             | 13,8                                 | 8. März 1833  |                                                                                       |
| Windham       | town   | 1.703            | 117,4                | 117,1            | 14,5                                 | 23. März 1798 |                                                                                       |